# Saint Paul’s Bay
Saint Paul’s Bay (malt. San Pawl il-Baħar) – jedna z jednostek administracyjnych na Malcie, położona nad Zatoką św. Pawła, w skład której wchodzą miejscowości St. Paul’s Bay, Burmarrad, Wardija, Qawra, Buġibba, Xemxija, oraz San Martin, jak również częściowo miejscowości Bidnija i Mistra. Znajdują się tu dwa obszary chronione: Is-Salini oraz Is-Simar.

## Historia

### Wczesna historia
Historia regionu sięga co najmniej okresu 4000 lat p.n.e. Wśród zachowanych obiektów archeologicznych znajdują się m.in. megalityczne świątynie w miejscowościach Buġibba i Xemxija. Na wzgórzu Wardija Ridge znaleziono charakterystyczne dla Malty, starodawne koleiny (znane jako Cart Ruts), a także odkryto punickie grobowce i wiele znalezisk z epoki brązu.
W czasach wpływów Starożytnego Rzymu, Saint Paul’s Bay był ważnym portem. Dowodzą tego znalezione w miejscowości Xemxija pozostałości rzymskiej drogi, łaźnie i ule, oraz odkryte na dnie morskim rzymskie kotwice.
Pod koniec średniowiecza Saint Paul’s Bay był niemalże całkowicie wyludniony z powodu ataków korsarzy. Na miejscu uzbrojone jednostki chroniły wyspę przed wtargnięciem intruzów w głąb Malty. Jeden z posterunków, znany jako gospodarstwo Ta'Tabibu, przetrwał do dziś i jest uważany za najstarszy budynek w Saint Paul’s Bay.

### Pod rządami joannitów
W czasach rządów joannitów na obszarze dzisiejszej jednostki administracyjnej Saint Paul’s Bay zbudowano szereg fortyfikacji.
W 1609 r. wielki mistrz Alof de Wignacourt na miejscu zburzonego kościoła postanowił zbudować wieżę obserwacyjną, która jest obecnie najstarszą zachowaną wieżą strażniczą na Malcie. Ze względu na powszechnie praktykowany na wyspie kult św. Pawła, 500 metrów dalej wybudowano nową świątynię, znaną obecnie jako kościół św. Pawła Rozbitka.
W 1638 r. z inicjatywy wielkiego mistrza Lascarisa powstała wieża Qawra. W 1715 roku pomiędzy istniejącymi wieżami wybudowano baterię Buġibba. W innych miejscach Saint Paul’s Bay powstały dwie inne baterie i reduta (spośród nich do dziś przetrwała tylko bateria Arrias).

### W czasach francuskiej okupacji
Saint Paul’s Bay był jednym z głównych celów francuskiej inwazji na Maltę w czerwcu 1798 roku. Mimo początkowego oporu, Maltańczycy szybko zostali zmuszeni do kapitulacji. Francuzom udało się przełamać wszystkie punkty oporu w Saint Paul’s Bay oraz pobliskiej miejscowości Mellieħa. Obrońcy wybrzeża stracili jednego rycerza i jednego żołnierza, zaś około 150 z nich dostało się do niewoli .
Na miejscu okupacyjne wojska francuskie zdewastowały kościół św. Anny, w tym bagnetami zniszczono obraz tytularny oraz ostrzelano fasadę kościoła. Podobny los spotkał kościół Matki Bożej Łaskawej, który został splądrowany, w tym skradzione zostały wszystkie srebra i kosztowności oraz zbezczeszczono obraz tytularny.
Z powodu narastającego gniewu wśród mieszkańców, w ciągu kilku tygodni na całej wyspie wybuchło powstanie ludowe przeciwko Francuzom. W czasie dwuletniego oblężenia Malty, Saint Paul’s Bay pełnił rolę kluczowego portu Malty, gdyż Wielki Port i port w Marsamxett ciągle znajdowały się pod francuską kontrolą.

### W trakcie II wojny światowej
W trakcie II wojny światowej licznie wybudowane w XIX wieku wille zostały zarekwirowane przez wojsko brytyjskie, część z nich pełniła rolę obiektów wypoczynkowych dla żołnierzy. Na miejscu baterii Wardija, zbudowanej w 1915 r. przez Brytyjczyków umieszczono system radarowy, który miał chronić przed nalotami pobliski fort Campbell.
20 marca 1942 r. bomba lotnicza, zrzucona z pokładu włoskiego samolotu, niemal kompletnie zniszczyła kościół, nazywany przez Maltańczyków Santwarju tal-Ħuġġieġa (obecnie kościół św. Pawła Rozbitka, odbudowany w 1950 r. na wzór pierwowzoru nadanego przez Wielkiego Mistrza Wignacourta).
W ramach zawartego w 1943 r. porozumienia pokojowego z Włochami, w Saint Paul’s Bay zakotwiczyło 76 okrętów Regia Marina, które zostały przekazane Brytyjczykom przez poddających się Włochów.

### Współczesna historia
Po zakończeniu II wojny światowej miejscowości znajdujące się na terenie jednostki administracyjnej zaczęły być intensywnie zagospodarowywane. Obecnie miejscowości St. Paul’s Bay, Qawra, Buġibba, Xemxija i Burmarrad tworzą spójną zabudowę, dzięki czemu granice pomiędzy tymi miejscowościami mają tylko charakter teoretyczny, a większość regionu stała się popularnym miejscem rozrywki i wypoczynku.

## Atrakcje turystyczne
W Saint Paul’s Bay znajdują się liczne atrakcje turystyczne, w tym:
- obiekty historyczne (wieża Qawra[16], ruiny świątyni w Buġibbie[17], bateria Buġibba[18], wieża Wignacourt[19]);
- liczne kościoły (kościół św. Pawła Rozbitka[20], kościół św. Anny[21], Kościół św. Franciszka z Asyżu);
- miejsca rozrywki i wypoczynku (park narodowy Salini[22], promenada nad Zatoką Świętego Pawła[23], Bugibba Perched Beach);
- inne popularne miejsca (Narodowe Akwarium Malty[24], Muzeum klasycznych samochodów[25]).

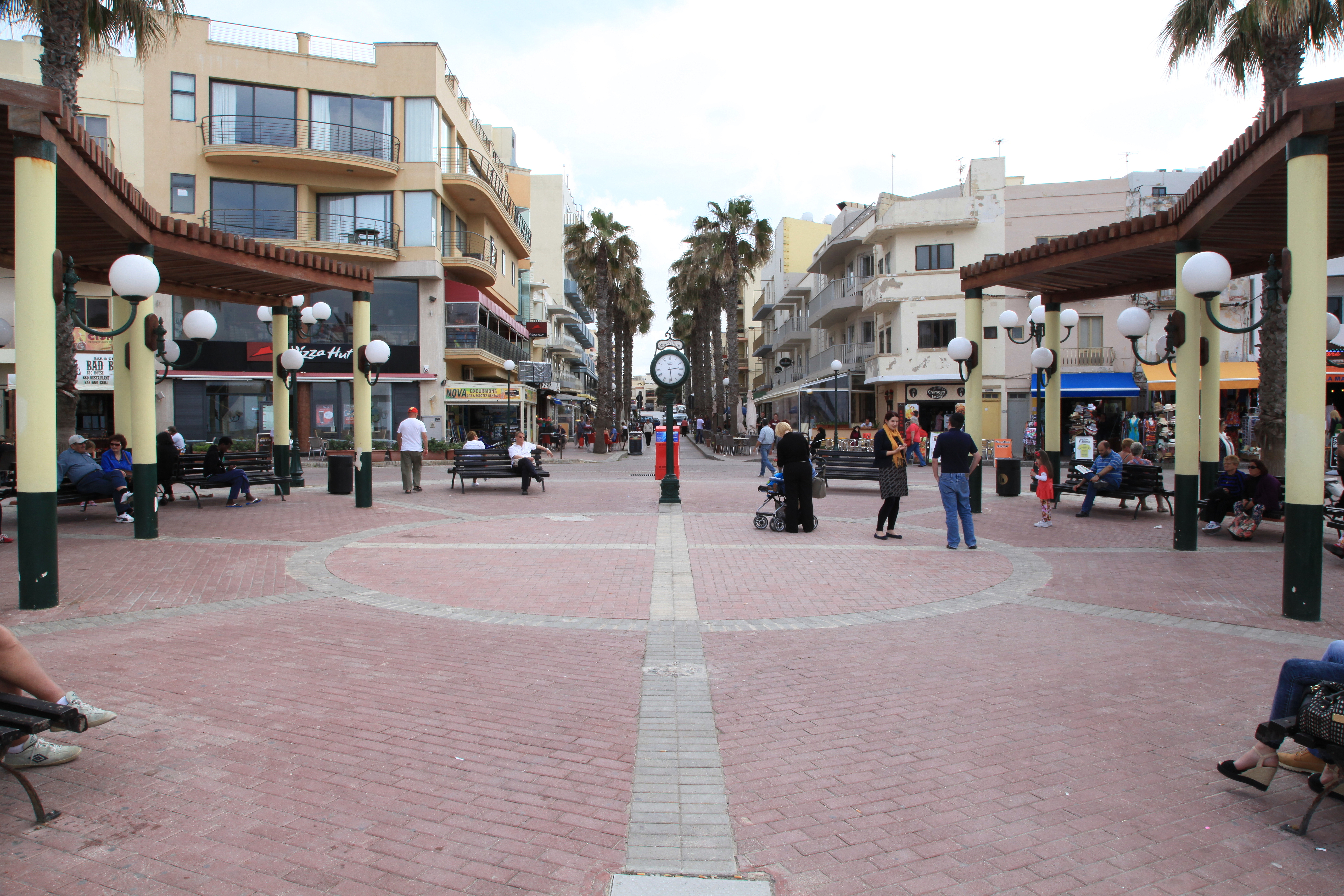
Bay Square (malt. Misraħ il-Bajja)
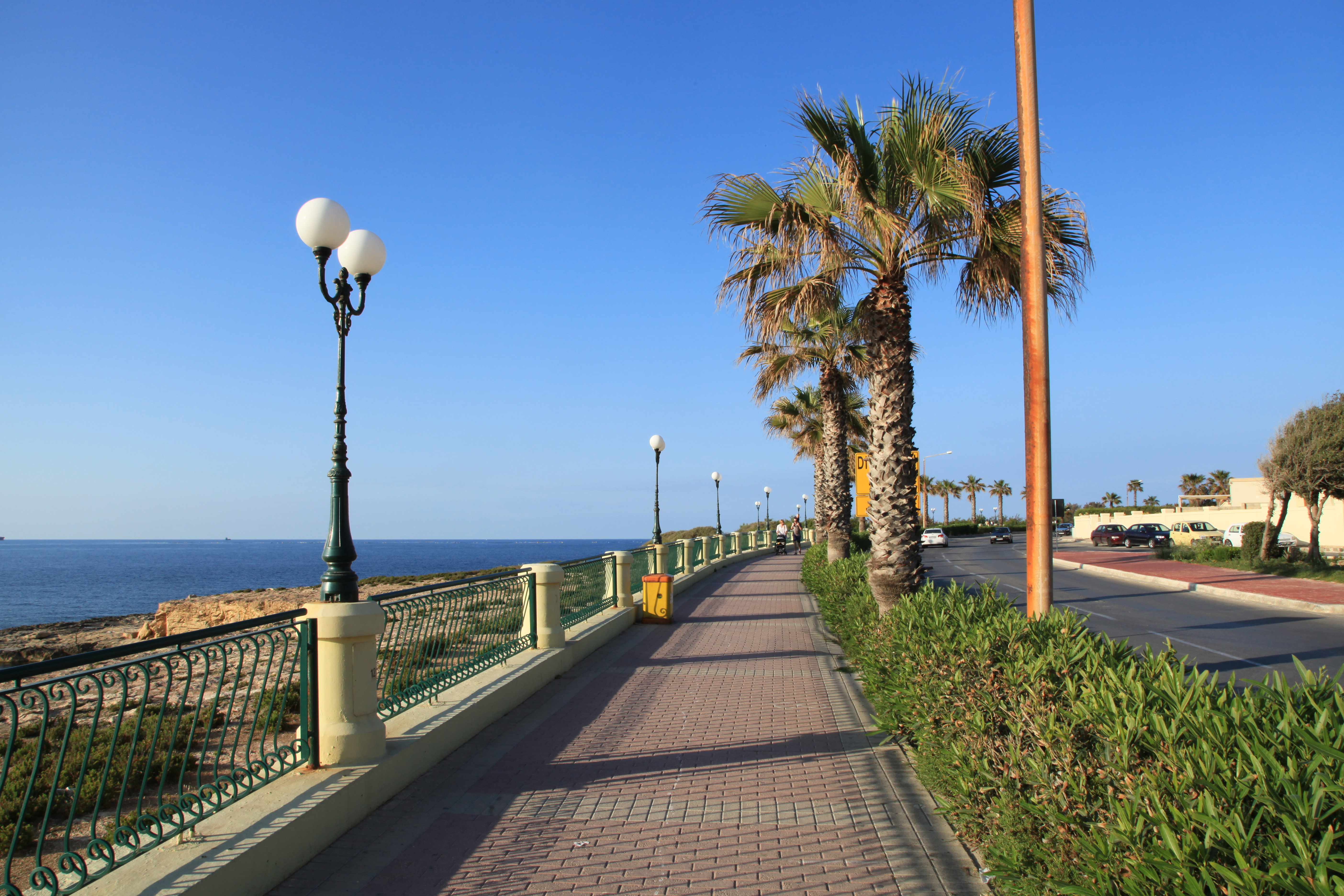
Jedna z ulic w Saint Paul’s Bay
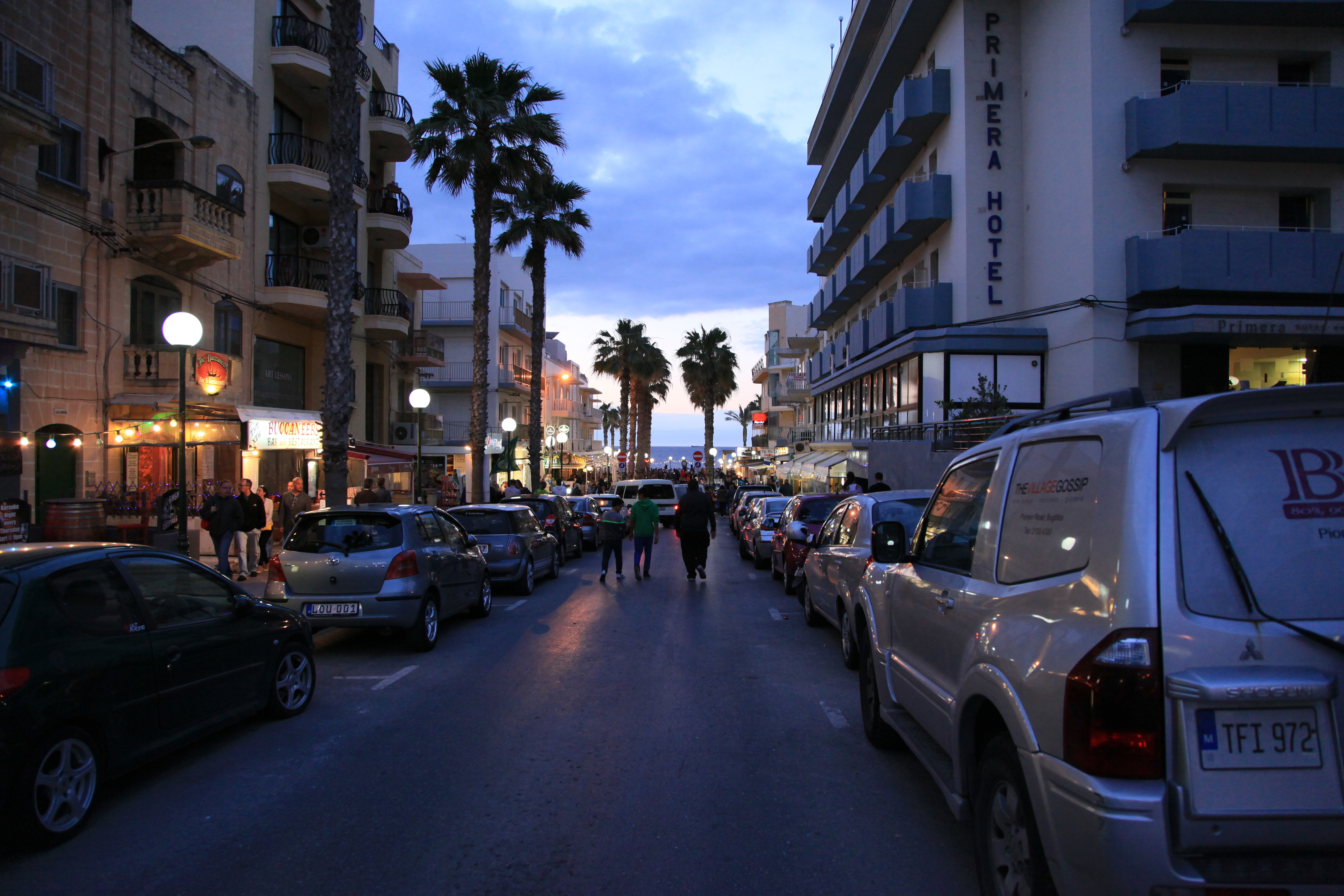
Wieczór w Saint Paul’s Bay

## Dojazd
St. Paul’s Bay jest dobrze skomunikowany z innymi częściami Malty, dzięki znajdującemu się w pobliżu dworcowi autobusowemu w miejscowości Bugibba.
Główne trasy autobusowe:
- Z lotniska – linia X3 (czas jazdy: ok. 1 godziny)
- Z Valletty – linie autobusowe nr 31, 45 i 48 (dojazd w ok. 45 minut)
- Ze Sliemy i St. Julians – linie autobusowe nr 203, 212, 222 i 225 (czas jazdy 45-60 minut)
- Do Mdiny – autobus nr 186 (dojazd w ciągu 30 minut)
- Do Golden Bay i Għajn Tuffieħa (popularne plaże) – linie autobusowe nr 223 i 225 (dojazd w ok. 30 minut)
- Do Mellieha Bay (popularna plaża) – autobusy nr 42, 221 i 222 (dojazd w ok. 30 minut)